# Malý Kamenec
Malý Kamenec (em húngaro: Kiskövesd) é um município da Eslováquia, situado no distrito de Trebišov, na região de Košice. Tem 5,64 km² de área e sua população em 2018 foi estimada em 433 habitantes.

## Demografia
| Ano:        | 1994 | 2004   | 2014   | 2024   |
| ----------- | ---- | ------ | ------ | ------ |
| Broj ljudi: | 484  | 457    | 445    | 410    |
| Razlika:    |      | -5,57% | -2,62% | -7,86% |

| Ano:               | 2023 | 2024   |
| ------------------ | ---- | ------ |
| Número de pessoas: | 420  | 410    |
| Diferença:         |      | -2,38% |